# はしりがき
「はしりがき」は、マカロニえんぴつの楽曲である。2022年4月9日にシングルの発売に先駆けてトイズファクトリーから先行配信が開始され、同月21日にメジャー1作目のシングル『「はしりがき」E.P.』の表題曲として発売された。楽曲は、映画『クレヨンしんちゃん 謎メキ!花の天カス学園』の主題歌として制作された。
Billboard Japan Hot 100で最高位21位、Billboard Japan Download Songsで最高位60位を獲得。シングルはオリコン週間シングルランキングで最高位10位、Billboard Japan Top Singles Salesで最高位9位を獲得。

## 背景・リリース
2021年2月25日、7月30日に公開の映画『クレヨンしんちゃん 謎メキ!花の天カス学園』の主題歌として、同作のために書き下ろした楽曲「はしりがき」に決定したことを発表。映画のテーマである「青春」をキーワードとした楽曲で、楽曲を手がけたはっとりは、『青春ってこういうものだよ！』と言わず『あなたの青春は何ですか？』と問いかけるような楽曲にしようと思いましたとコメントしている。
3月5日、メジャー1作目となるシングル『「はしりがき」E.P.』を4月21日に発売することを発表。シングルには、「はしりがき」を表題曲に、「JFL presents FOR THE NEXT」テーマソングの「listen to the radio」、コールマンのWEBCMソングの「裸の旅人」、「JR SKISKI 2020-2021」キャンペーンテーマソングの「メレンゲ」、表題曲のカラオケバージョンを含む5曲を収録。初回限定盤、初回限定クレヨンしんちゃん盤、通常盤の3形態でのリリースで、初回限定盤には同年1月にKT Zepp Yokohamaで開催された配信ライブ『マカロック振替配信ワンマン 〜Zepp横浜から希望を込めて〜』の映像を副音声付きで収録したDVDが付属。また、初回限定クレヨンしんちゃん盤のジャケットには、マカロニえんぴつの4人と野原しんのすけがセッションする様子を描いたイラストが使用された。
4月5日に発売された『月刊まんがタウン』5月号に掲載された『クレヨンしんちゃん』の番外編にあたる『えんぴつしんちゃん』にマカロニえんぴつの4人が、しんのすけよりも1学年上の先輩として登場。同月9日に「はしりがき」の先行配信が開始された。

## 制作
曲名の「はしりがき」についてはっとりは、バンド名にちなんで付けられたものでありながら、「多少、粗くなってきている今だからこそ、『のろのろ歩かずに走れよ』」という意味が込められていると説明している。はっとりは、『クレヨンしんちゃん』って、常にしんちゃんが走っているから。その感覚と今の自分たちのモードが重なったと付け加えている。
「はしりがき」は、「青春」をキーワードとした楽曲。はっとりは、『クレヨンしんちゃん』がどの作品でも「青春とは」というメッセージが込められているとし、そのうえで「『青春』というテーマで、久々にアップテンポの曲にしよう」と思って作ったと説明している。歌詞については「自分もそういう歌は嫌だから」「『青春とはこういうものです』という歌だと、広がりがなくなっちゃうのが寂しい」ということから、「青春ハラスメント」をしないように気をつけたとのこと。歌詞には、冒頭の「仮面より、起こせアクション！」というアクション仮面を想起させるフレーズや、語尾が「敵わないゾ」とカタカナになっているなど、『クレヨンしんちゃん』に通ずる言葉が含まれており、はっとりは憑依というか、しんちゃんで在りたいという憧れが僕にあるんでしょうね〜（笑）と語っている。終盤の「もう買えないモノの方が欲しい歳頃になっちまったな」というフレーズには、「あぁ、大人になっちまったな」という諦めの気持ちと「でも、しょうがないよな」と腹をくくる気持ちの両方が込められている。
はっとりは、映画の脚本を読んだときに、珍しく友との「別れ」がよぎっていることに驚いたとし、同時に自身に訪れた大好きだったアレンジャーの死や、愛犬の死などの「最近の別れ」がフラッシュバックしたことを明かしている。歌詞の最後の「悲しいだけが さよならじゃない」というフレーズについて、別れて、失うものばかりではない。別れて、気づくこともある。そんなことを一丁前に考える年になって、最後に『悲しいだけが さよならじゃない』と書きたかったのかもしれませんと語っている。

## ミュージック・ビデオ
2021年4月15日に「はしりがき」のミュージック・ビデオがプレミア公開された。ミュージック・ビデオは林響太朗が監督を務めた作品で、男性が走っている様子を中心とした映像になっている。同月30日にはミュージック・ビデオ撮影の舞台裏や、各メンバーのインタビューで構成されたメイキングクリップが公開された。
7月30日、映画『クレヨンしんちゃん 謎メキ!花の天カス学園』の公開を記念して、メンバーの演奏シーンのみで構成されたミュージック・ビデオの特別バージョンが公開された。

## 評価
『Billboard JAPAN』に寄稿した音楽ジャーナリストの柴那典は、「はしりがき」を「レトロな音色のピアノとリズムチェンジに導かれて跳ねたビートのオールディーズ・ポップ風に始まる楽曲」とし、カラフルなハーモニーをまじえながら爽快感あるサビへと向かっていく。かと思えば、突如6/8拍子が割り込むギターソロ、そこからさらっと軽快なBメロに戻る手付きと、短い時間でくるくると表情を変える。トリッキーな仕掛けを挟みながら、《悲しいだけが さよならじゃない》と歌う最後の大サビでドラマチックにまとめる手腕はさすがだと評している。
『Skream!』の伊藤美咲は、青春と聞くと過去だけを思い出しがちだが、今この瞬間も未来も青春になり得ることを気づかせてくれると評し、「後半の大胆なアレンジ」も要チェックとしている。

## シングル収録曲
| 全作詞・作曲: はっとり、全編曲: マカロニえんぴつ。 |                                                                        |          |            |      |
| #                                                  | タイトル                                                               | 作詞     | 作曲・編曲 | 時間 |
| 1.                                                 | 「はしりがき」(映画『クレヨンしんちゃん 謎メキ!花の天カス学園』主題歌) | はっとり | はっとり   | 3:10 |
| 2.                                                 | 「listen to the radio」(「JFL presents FOR THE NEXT」テーマソング)     | はっとり | はっとり   | 4:06 |
| 3.                                                 | 「裸の旅人」(Coleman WEB CM「灯そう」テーマソング)                     | はっとり | はっとり   | 3:31 |
| 4.                                                 | 「メレンゲ」(「JR SKISKI 2020-2021」キャンペーンテーマソング)          | はっとり | はっとり   | 3:59 |
| 5.                                                 | 「はしりがき (カラオケver.)」                                          | はっとり | はっとり   | 3:10 |
| 合計時間:                                          | 合計時間:                                                              | 17:56    |            |      |

| #   | タイトル                       | 作詞 | 作曲・編曲 |
| --- | ------------------------------ | ---- | ---------- |
| 1.  | 「夜と朝のあいだ」             |      |            |
| 2.  | 「遠心」                       |      |            |
| 3.  | 「ボーイズ・ミーツ・ワールド」 |      |            |
| 4.  | 「Mr.ウォーター」              |      |            |
| 5.  | 「たしかなことは」             |      |            |
| 6.  | 「ヤングアダルト」             |      |            |
| 7.  | 「あこがれ」                   |      |            |
| 8.  | 「この度の恥は掻き捨て」       |      |            |
| 9.  | 「愛の手」                     |      |            |
| 10. | 「ワンドリンク別」             |      |            |
| 11. | 「MUSIC」                      |      |            |
| 12. | 「mother」                     |      |            |
| 13. | 「愛のレンタル」               |      |            |
| 14. | 「恋人ごっこ」                 |      |            |
| 15. | 「hope」                       |      |            |

## チャート成績
| チャート (2021年)                     | 最高位 |
| ------------------------------------- | ------ |
| 日本 (Japan Hot 100)                  | 21     |
| Japan Hot Animation (Billboard JAPAN) | 6      |
| 日本 (オリコン)                       | 10     |
| 日本 (オリコン合算シングル)           | 20     |
| 日本 (オリコンアニメシングル)         | 2      |

## 認定
| 国/地域                          | 認定           | 認定/売上数    |
| ストリーミング                   | ストリーミング | ストリーミング |
| -------------------------------- | -------------- | -------------- |
| 日本 (RIAJ)                      | Gold           | 50,000,000     |
| 認定のみに基づく売上数と再生回数 |                |                |